# UCI Oceania Tour 2021
L'UCI Oceania Tour 2021 és la dissetena edició de l'UCI Oceania Tour, un dels cinc circuits continentals de ciclisme de la Unió Ciclista Internacional. Està format per dues proves, organitzades durant el gener de 2021 a Oceania.

## Calendari de les proves

### Gener
| Data  | Cursa                     | País         | Cat. | Vencedor      | Equip                           | Ref.  |
| ----- | ------------------------- | ------------ | ---- | ------------- | ------------------------------- | ----- |
| 13-17 | New Zealand Cycle Classic | Nova Zelanda | 2.2  | Corbin Strong | Nova Zelanda                    | [ 2 ] |
| 23    | Gravel and Tar Classic    | Nova Zelanda | 1.2  | Aaron Gate    | Black Spoke Pro Cycling Academy | [ 3 ] |

## Classificacions
- Nota: classificacions definitives a 31 d'octubre.[4][5]

| #  | Ciclista          | Equip              | Punts    |
| -- | ----------------- | ------------------ | -------- |
| 1  | Richie Porte      | Ineos Grenadiers   | 1.303,33 |
| 2  | Ben O'Connor      | AG2R Citroën Team  | 1.227    |
| 3  | Jack Haig         | Bahrain Victorious | 1.131    |
| 4  | Michael Matthews  | Team BikeExchange  | 1.087    |
| 5  | Caleb Ewan        | Lotto-Soudal       | 766      |
| 6  | Michael Storer    | Team DSM           | 526      |
| 7  | Lucas Hamilton    | Team BikeExchange  | 490      |
| 8  | Rohan Dennis      | Ineos Grenadiers   | 471,33   |
| 9  | George Bennett    | Team Jumbo-Visma   | 366      |
| 10 | Heinrich Haussler | Bahrain Victorious | 346      |

| # | Equip                              | Pts.  |
| - | ---------------------------------- | ----- |
| 1 | Black Spoke Pro Cycling            | 461,5 |
| 2 | Global 6 Cycling                   | 131   |
| 3 | Team BridgeLane                    | 80    |
| 4 | St George Continental Cycling Team | 73    |
| 5 | ARA Pro Racing Sunshine Coast      | 1     |

| # | País         | Pts.     |
| - | ------------ | -------- |
| 1 | Austràlia    | 7.001,66 |
| 2 | Nova Zelanda | 1.391,34 |

| # | País         | Pts.   |
| - | ------------ | ------ |
| 1 | Nova Zelanda | 627,68 |
| 2 | Austràlia    | 244    |